# Ministerium für Erzbergbau, Metallurgie und Kali
Das Ministerium für Erzbergbau, Metallurgie und Kali (MEMK) der DDR bestand zwischen 1965 und 1989.

## Geschichte
Bereits in den ersten Jahren der DDR hatte es ein Ministerium für Hüttenwesen und Erzbergbau gegeben, das im November 1951 durch Aufgliederung des Ministeriums für Schwermaschinenbau entstanden war. Durch eine erneute Aufteilung entstand dann im November 1955 das Ministerium für Berg- und Hüttenwesen, das bis Februar 1958 Bestand hatte, bevor es in den Volkswirtschaftsrat eingegliedert wurde.
Das MEMK wurde nach Auflösung des Volkswirtschaftsrates im Dezember 1965 gegründet. Seit 1966 diente das MEMK  als zentrales Anleitungs- und Kontrollorgan für die Wirtschaftsgruppe Erzbergbau, den Industriebereich Metallurgie sowie für die Kaliindustrie.
Das MEMK wurde im November 1989 aufgelöst. Seine Aufgaben übernahm das neugebildete Ministerium für Schwerindustrie, in das am 1. Januar 1990 das Ministerium für Erzbergbau, Metallurgie und Kali eingegliedert wurde. Am 13. April 1990 erfolgte die Umbildung der Ministerien für Schwerindustrie, Leichtindustrie und Maschinenbau zum Ministerium für Wirtschaft, das bis zum 3. Oktober 1990 existierte.

## Aufgaben
Zu den Aufgaben des Ministeriums gehörten die
- Umsetzung der in den Jahres- und Fünfjahrplänen sowie langfristigen Plänen festgelegten wirtschaftspolitischen Ziele der Staatlichen Plankommission
- Steigerung der Produktion durch Intensivierung,
- Entwicklung von Wissenschaft und Technik,
- Planung und Vorbereitung der Investitionen,
- Gewährleistung von Kooperationsbeziehungen,
- Entwicklung der Spezialisierung und Arbeitsteilung
- Vertiefung der ökonomischen Integration
- beschleunigte Entwicklung der Produktion von Zuliefererzeugnissen und Ersatzteilen
- maximale Nutzung heimischer Rohstoffe und Materialeinsparung.

## Unterstellte Kombinate, Institute und Bildungseinrichtungen
Dem MEMK unterstanden folgende Kombinate und Betriebe:
- VEB Bandstahlkombinat „Hermann Matern“, Eisenhüttenstadt (EKO)
- VEB Berg- und Hüttenkombinat „Albert Funk“, Freiberg
- VEB Kombinat Kali, Sondershausen
- VEB Kombinat Metallaufbereitung, Halle (Saale)
- VEB Kombinat Zentraler Industrieanlagenbau der Metallurgie, Berlin
- VEB Mansfeldkombinat „Wilhelm Pieck“, Eisleben
- VEB Qualitäts- und Edelstahlkombinat, Brandenburg an der Havel
- VEB Rohrkombinat, Riesa

Zudem waren dem MEMK die Stahlberatungsstelle in Freiberg (Sachsen), die Ingenieurschule für Automatisierung und Werkstofftechnik in Hennigsdorf, die Ingenieurschule für Walzwerk- und Hüttentechnik in Riesa sowie das Zentralinstitut der Metallurgie und der VE Metallhandel – Volkseigener Außen- und Binnenhandelsbetrieb zugeordnet.
Mit anderer Datenbasis (meist Stichtag 30. Juni 1990) sind die Betriebe dieser Aufzählung auch in der Liste von Kombinaten der DDR enthalten.

## Minister
- Fritz Selbmann (SED, 1950–1955), Minister für Hüttenwesen und Erzbergbau
- Rudolf Steinwand (SED, 1955–1958), Minister für Berg- und Hüttenwesen
- Kurt Fichtner (SED, 1965–1967)
- Kurt Singhuber (SED, 1967–1989)

### Stellvertretende Minister
- Hugo Meiser (SED ab 1971)
- Karl Döring (SED, 1979–1985)